# Ферб Флетчер
Фербс "Ферб" Флетчер (англ. Ferbs "Ferb" Fletcher) — один з головних героїв мультсеріалу Фінеас і Ферб. Українською дублював Тарас Нестеренко у 1 та 3 сезонах,
Павло Скороходько у 2 та 4 сезонах, а в оригіналі голосом Ферба говорив британський актор — Томас Сангстер. Персонаж створений і розроблений Деном Повенмаєром та Джеффом "Свомпі" Маршем. Він уперше з'явився разом з іншою частиною головних героїв серіалу в пілотному епізоді "Американські гірки".
Ферб та його зведений брат Фінеас Флінн прагнуть добре відпочити на канікулах  від школи, зробити яскравим і незабутнім кожен літній день. Ферб — людина дії, небалакучий геній-технік протягом серії може провомити лише одне речення, проте кожна його фраза є влучною та вказує на його ерудованість. Незважаючи на мовчазливість, Ферб — поліглот. Він володіє мовою людей, тварин та прибульців.
Під час бесіди у майбутньому (епізод "Квантові викрутаси Фінеса і Ферба") виявилося, що він був у заміській резиденції президента США  — Camp David (натяк на те, що якби не британське походження, то він міг би бути чинним президентом Сполучених Штатів).
Своє ім'я Ферб отримав від спільного друга Повенмаєра та Марша, якого звали Френк і який "володів більшою кількістю інструментів, ніж будь — хто [вони] знає".  Френк працював майстром з оформлення та спорудження декорацій на таких проектах як Зоряний шлях: Глибокий космос 9. Ім'я Френка дружині було не до вподоби, тому вона дала чоловікові незвичне прізвисько "Ферб".

## Роль у мультсеріалі
У цьому проекті Марш вирішив відтворити свій досвід зростання, саме тому було прийнято рішення зробити персонажа членом змішаної родини.  Біологічна мати Ферба ніколи не була присутня та не згадувалась у мультсеріалі, але мультсеріал показує, що Ферб та його батько Лоренс походять з Великої Британії. Лоренс одружився із мачухою Ферба Ліндою після того, як зустрів її на концерті (вигаданого) гурту "Love Händel". Марш вважає висвітлення передісторії родини несуттєвим для дітей. Флінн —Флетчери  — велика зведена родина і це все, що потрібно знати. Ферб із сім'єю проживає у вигаданому містечку Денвіль (частина Трьох Штатів), у великому приміському районі. Упродовж літніх канікул, Ферб і Фінес складають неймовірні схеми уникнення нудьги, коли ледачо сидять під деревом на своєму подвір'ї. Фінеас головним чином розробляє план кожного проекту у той час, коли Ферб очолює його втілення у життя. Він із братом вигадують чудернацькі споруди, шалені винаходи, часто беруть участь у різноманітних подіях та неймовірних пригодах, розробляють дизайн іграшок (епізод "Зі світу по іграшці»); стають піратами (епізод "Балада ГидьБороди"); будують машини (епізод "Машина часу!"); керують рестораном (епізод "У Качкодзьоба"); що, як правило, недосяжно для дітей. Зведена сестра Ферба, Кендес, постійно намагається попалити братів, однак їй це ніколи не вдається. В оригінальному дубляжу Ферб розмовляє із британським акцентом.

## Персонаж
Ідеї щодо серіалу зароджувалися, коли Ден Повенмаєр та Джефф "Свомпі" Марш працювали аніматорами над Сімпсонами. На створення серіалу Дена та Джеффа надихнули іхні хлопчачі спогади про літній відпочинок; обидва відчували, що на телебаченні приділяють забагато уваги шкільним сюжетам, саме тому вони вирішили розробити мультсеріал, події якого відбуваються виключно улітку.
Ферб названий на честь тесляра Френка Лежара, який працював майстром з декорацій на кількох проектах Зоряного Шляху. Його дружина Мелінда — художник серіалів "Сімпсони" та "Король Гори", дала чоловікові прізвисько "Ферб". Френк володіє різними інструментами, тому Повенмаєр та Марш вирішили, що їхній друг буде гарним прототипом персонажу. В епізоді "Ванессина Брутальність" Ферб повідомив, що його ім'я — це скорочена форма якогось іншого імені, однак не уточнив якого саме. У твіттері Повенмаєр пояснив, що Ферб — насправді скорочення від Фербса. В епізоді "Літо належить тобі" з'ясувалось, що Кендес також не знає повне ім'я Ферба. Хлопчик піклується про Ванессу Дуфеншмірц, дочку Гайца Дуфеншмірца, рятує її від Балджіта та Б'юфорда у візку, від газонокосарки за допомогою "перебільшеної" версії швейцарського ножа, допомагає отримати хімічний елемент, підтримує її у Парижі після сварки з татом. В епізоді "Уже дорослі" четвертого сезону з'ясувалось, що Ферб та Ванесса у майбутньому будуть зустрічатися. Дизайн Ферба базується на прямокутнику, тіло має форму англійської літери "F". Творців надихнув анімаційний стиль відомого мультиплікатора Текса Ейвері. Персонаж Ферба був позитивно сприйнятий критиками.

## Особистість та риси характеру
Ферб був розроблений, як персонаж позбавлений лихої волі. Марш пояснив: "Це було важливим для нас, аби Фінеас і Ферб ніколи не робили нічого з пересердям. Вони ніколи не намагались провокувати сестру, або навмисно перехитрувати матір". Натомість мотивацією персонажів виступає лише бажання весело провести час, отримати задоволення, створити щось нове й самобутнє,  або допомогти іншим; наприклад, Фінеас і Ферб зробили сестричці Кендес подарунок у вигляді її обличчя на горі Рашмор, влаштували роликове дербі задля спортивного реваншу між бабусею Бетті Джо та бабусею Хільдегард, побудували "покинутий будинок" для подруги Ізабелли, щоб вилікувати гикавку та зробили суперкомп'ютер, щоб зробити приємність мамі.